# Рибе, Мел
Мелвин Расселл «Мел» Рибе (англ. Melvin Russell "Mel" Riebe; 12 июля 1916, Кливленд, Огайо, США — 25 июля 1977, Янгстаун, Огайо, США) — американский профессиональный баскетболист.

## Ранние годы
Мел Рибе родился 12 июля 1916 года в городе Кливленд (штат Огайо), учился в Кливлендской школе Юклид, в которой играл за местную баскетбольную и бейсбольную команды.

## Профессиональная карьера
Играл на позиции атакующего защитника и лёгкого форвард. В 1943 году Мел Рибе заключил соглашение с командой «Кливленд Чейз Брассмен», выступавшей в Национальной баскетбольной лиге (НБЛ). Позже выступал за команды «Кливленд Оллмен Трансферс» (НБЛ) «Кливленд Ребелс» (БАА), «Бостон Селтикс» (БАА) и «Провиденс Стимроллерс» (БАА). Всего в НБЛ и БАА провёл по 3 сезона. Рибе два раза включался в 1-ю сборную всех звёзд НБЛ (1944—1945). Помимо этого в 1944 году Мел Рибе был признан новичком года НБЛ, а также два года подряд становился самым результативным игроком регулярного чемпионата НБЛ (1944—1945). После упразднения лиги был включён в сборную всех времён НБЛ. Всего за карьеру в НБЛ Рибе сыграл 53 игры, в которых набрал 1002 очка (в среднем 18,9 за игру). Всего за карьеру в БАА Мел сыграл 146 игр, в которых набрал 1575 очков (в среднем 10,8 за игру) и сделал 212 передач. Помимо этого Рибе в составе «Чейз Брассмен» и «Оллмен Трансферс» три раза участвовал во Всемирном профессиональном баскетбольном турнире, но без особого успеха. Кроме того Мел Рибе играл на профессиональном уровне в низших бейсбольных лигах.

## Студенческая карьера
После завершения карьеры игрока, в 1950 году, Мел Рибе решил получить высшее образование, став единственным, на данный момент, баскетболистом, поступившим в университет уже после окончания профессиональной карьеры. В 1954 году он закончил Вустерский колледж, где в течение четырёх лет играл за команду «Вустер Файтинг Скотс», которая выступала в то время в Спортивной конференции Огайо из третьего дивизиона NCAA. Здесь Рибе, благодаря своему профессиональному опыту, также играл в баскетбол и бейсбол. Остаток своей жизни он провёл в качестве футбольного и баскетбольного тренера, спортивного директора, а также учителя физкультуры в средней школе Уэйндейл (деревня Эппл-Крик, штат Огайо).

## Смерть
Младший брат Мела Рибе, Хэнк Рибе, играл на позиции кэтчера в Главной лиге бейсбола за команду «Детройт Тайгерс» (1942, 1947—1949). Мел умер 25 июля 1977 года на 62-м году жизни в городе Янгстаун (штат Огайо).